# Sun Building
El Sun Building (también conocido como Baltimore Sun Building o American Bank Building) es un edificio histórico, ubicado en 1317 F Street, Noroeste de Washington D. C., en el vecindario del centro de Washington D. C. Es uno de los edificios con estructura de acero de varios pisos más antiguos de Estados Unidos.

## Historia
Fue diseñado por Alfred B. Mullett y construido entre 1885 y 1887, por John H. Howlett. Fue construido para la Oficina de Washington de The Baltimore Sun.
El edificio de nueve pisos fue servido por ascensores de vapor, que fueron reemplazados por sistemas hidráulicos en 1909, y ascensores eléctricos en 1922. Fue alterado, en 1904 por B. Stanley Simmons para el American Bank. En 1907, el noveno piso se agregó como la Sala de Audiencias de la Comisión de Comercio Interestatal.
Los inquilinos incluían la Comisión de Comercio Interestatal, el bufete de abogados de Woodrow Wilson, Daniel C. Roper y el FBI.
Fue agregado al Registro Nacional de Lugares Históricos el 27 de marzo de 1985. Su valor de propiedad en 2009 es de 13.931.970 de dólares.